# مادالينا فيسكونتي
مادالينا فيسكونتي (الألمانية:Maddalena Visconti؛ الإيطالية:Maddalena Visconti؛ نقحرة العربية:المجدلية فيسكونتي؛ 1366-17 يوليو 1404)؛ كانت دوقة بافاريا-لاندسهوت القرينة، هي ابنة بيرنابو فيسكونتي لورد ميلانو وبياتريس ريجينا ديلا سكالا.

## الزواج والذرية
أصبحت مادالينا الزوجة الثانية لـ فريدرخ الحكيم حفيد الإمبراطور لودفيغ الرابع الذي تزوجها في 2 سبتمبر 1381، بعد أن أراد والدها تحسين العلاقات مع بافاريا، اعتبرت الزيجة الثالثة من أصل أربعة زيجات بين العائلتين، بحيث تزوجوا شقيقتها وشقيقها الكبار تاديا وماركو لورد بارما من ستيفان الثالث المتأنق وإليزابيث ابنة زوجها وذلك في عام 1367، وإما شقيقتها الصغرى إليزابيتا تزوجت من حفيد حماها إرنست من بافاريا-ميونخ عام 1396، كان زوجها فريدرخ مسبوقاً متزوجاً من آنا من نيفن (توفيت.1380) ولديهم ابنة واحدة، حكم زوجها بافاريا السفلى-لاندسهوت منذ 1375 بالمناصفة مع أشقاء ستيفان الثالث ويوهان الثاني حتى تقسيم الأراضي في 1392 وتلقى بافاريا-لاندسهوت التي اعتبرت الجزء الأغنى في المنطقة، وفي 1394 أصبحت أرملة بعد وفاته المفاجئة في بوهيميا، وتلقت الوصاية على ابنها بجوار أشقائه ستيفان ويوهان حتى وفاتها في عام 1404، نجت بافاريا-لاندسهوت من الصراع بين أشقائه حول السلطة.

### الذرية
أنجبت مادلينا خمسة أبناء لـ فريدرخ:-
1. هنري السادس عشر الثري (1386-1450)؛ خليفته.
2. يوهان ، مات صغيرًا.
3. إليزابيث (1383-13 نوفمبر 1442)؛ تزوجت من فريدرخ الأول ناخب براندنبورغ، لهم ذرية.
4. مارجريتا (مواليد 1384)؛ ماتت صغيرة.
5. ماغدالينا (1388-1410)؛ تزوجت عام 1404 من يوهان مينهارد السابع، كونت غوريتسيا، ليس لديهم أبناء.